# Кнебель Марія Йосипівна
Марія Йосипівна Кне́бель (6 травня 1898, м. Москва, нині РФ — 1 червня 1985, там само) — акторка, режисер, педагог. Народна артистка РРФСР (1958). Державна премія СРСР (1978). Дочка Йосипа Кнебеля.

## Життєпис
Батько — уродженець Бучача (нині у складі України) Йосиф Кнебель.
Від 1924 — артистка МХАТ; від 1950 — режисер, головний режисер Центрального дитячого театру; професор Державного інституту театрального мистецтва (всі — м. Москва).
Перебувала в Україні, зокрема в Бучачі.